# Rich Homie Quan
Dequantes Devontay Lamar (Atlanta, Georgia, 4 de octubre de 1989-ibidem, 5 de septiembre de 2024), conocido por su nombre artístico Rich Homie Quan, fue un rapero estadounidense.  Tenía contrato con la discográfica independiente T.I.G. Entertainment y recibió influencias musicales del rap dirty south, estilo en el que destacan artistas como Young Jeezy, Gucci Mane, T.I., Lil Boosie, Lil Wayne, Kilo Ali, Outkast y Goodie Mob.

## Primeros años
En la escuela, Lamar fue un "niño callado" con interés en la poesía, así como en la lectura. Su asignatura favorita era literatura y disfrutaba las clases de escritura creativa.
Rich Homie Quan jugó al béisbol durante cuatro años, durante su asistencia al instituto Ronald McNair Sr. en Atlanta, Georgia, teniendo aspiraciones de dedicarse a ese deporte profesionalmente. Comenzó a competir a nivel universitario jugando en la posición de center fielder (jardinero central) y leadoff hitter (bateador) durante su primer año, consiguiendo una beca en la universidad estatal de Fort Valley. Sin embargo, Quan decidió centrar sus intereses en otro lugar, empezando a rapear mientras trabajaba en un aeropuerto cercano. Cuando perdió su empleo, se vio envuelto en multitud de actividades ilegales como el robo, lo que le llevó a pasar 15 meses en prisión. "Nunca me vi llegando tan lejos con la música. Era solo un hobby al principio, nunca me vi a mí mismo en un escenario dando ese espectáculo. Cuando salí de la cárcel, empecé a tomármelo más en serio, y fue ahí cuando mi sueño se hizo realidad", dijo en una entrevista a XXL. Tras estar en libertad, decidió que no sería tímido nunca más: "Supe que la música era lo único que tenía y quise esforzarme en ello, así que eso fue lo que hice".

## Carrera artística

### 2011-presente: Comienzos como artista yRich As In Spirit
Su primera canción fue Differences, que apareció en su mixtape Still Going In en 2012. En 2013 participó en un tour con el rapero Trinidad James y, además, apareció en el álbum Trap House III de Gucci Mane, en las canciones I Heard, Can´t Trust Her y Chasin´ Paper. En este álbum también aparecía Young Thug. Cuando el New York Times escribió una crítica acerca de su sencillo Type of Way, el medio describió a Quan como "parte de la nueva generación de raperos de Atlanta-Future, Young Thug, Young Scooter-los cuales escriben letras melódicas en las que ponen ganas y corazón, como si fueran cantantes al borde de un ataque". La canción llegó a colocarse en el número 50 del US Billboard Hot 100. Por otro lado, Still Goin´ In (Reloaded) fue calificada por la revista Rolling Stone como el décimo mejor mixtape del 2013.
Type of Way salió a la iTunes Store de la mano de Def Jam Recordings en agosto de 2013, sugiriendo esto que el rapero había firmado con la famosa discográfica. Sin embargo, Rich Homie Quan sigue siendo un artista independiente y está pensando en firmar contrato con Cash Money Records. El rapero apareció en My Nigga de YG en la que también participó Young Yeezy, llegando a escalar esta canción hasta el número 19 del Top 100. Además, participó en B.O.A.T.S II: Me Time, el segundo álbum de estudio de Future, en la canción Extra. En septiembre de 2013 confirmó que ya había grabado el 30% de su primer álbum, y dos meses más tarde lanzó su mixtape I Promise I´ll Never Stop Going In, respaldado por el sencillo Walk Thru con Problem. El éxito de Type of Way hizo que el equipo de fútbol americano de los Michigan State Spartans lo adoptaran como himno, por lo que Quan los acompañó en el banquillo durante la 100th Rose Bowl, además de participar en la celebración del equipo en el vestuario cantando la canción. Más tarde, en 2014, fue incluido en la freshman class de la revista XXL.
El 6 de mayo de 2014 Rich Homie Quan volvió a su Atlanta natal para grabar el vídeo del sencillo Walk Thru junto con el rapero de Los Ángeles Problem. Horas más tarde, la página TMZ informó de que Quan había sufrido un golpe en la cabeza durante la grabación que le había causado convulsiones. El rapero aclaró los rumores mandando una declaración a la revista musical Billboard, argumentando que había sufrido una caída tras un mareo y desmintiendo que tuviera que ver con el consumo de drogas. El 29 de septiembre del mismo año apareció como parte del grupo Rich Gang en el mixtape Rich Gang: Tha Tour Pt. 1. Su producción más reciente es la canción Flex (Ooh, Ooh, Ooh), cuyo vídeo fue lanzado el 1 de abril de 2015 y su colaboración en la canción Big Bankroll de Dae Dae en 2016.

## Vida personal
Quan tiene un hijo de ocho años, Devin D. Lamar, uno de dos años, Royal R. Lamar, y otro recién nacido llamado Khosen K. Lamar.

## Discografía
- Rich Gang: Tha Tour Pt. 1 (2014)
- If You Ever Think I Will Stop Goin´In Ask Double R (2015)
- Rich As In Spirit (2016)

## Premios y nominaciones
| Año  | Premio                   | Resultado | Nominado o trabajo nominado          | Categoría                     |
| ---- | ------------------------ | --------- | ------------------------------------ | ----------------------------- |
| 2014 | BET Awards               | Nominado  | Rich Homie Quan                      | Mejor nuevo artista           |
| 2014 | BET Hip Hop Awards       | Nominado  | Rich Homie Quan                      | Rookie del año                |
| 2014 | BET Hip Hop Awards       | Nominado  | I Promise I Will Never Stop Going In | Mejor mixtape                 |
| 2015 | BET Hip Hop Awards       | Nominado  | Flex (Ooh, Ooh, Ooh)                 | Mejor canción de discoteca    |
| 2015 | BET Hip Hop Awards       | Nominado  | Flex (Ooh, Ooh, Ooh)                 | Premio al campeón de la gente |
| 2016 | iHeartRadio Music Awards | Nominado  | Flex (Ooh, Ooh, Ooh)                 | Canción de hip hop del año    |